# Леоненко, Николай Викторович
Николай Викторович Леоненко (19 декабря 1984 года) — российский волейболист и доигровщик новосибирского «Локомотива» и сборной России.

## Достижения

### Со сборными России
- Победитель Универсиады — 2011.

### В клубной карьере
- Победитель турнира Лиги чемпионов ЕКВ - 2013.
- Обладатель Кубка Сибири и Дальнего Востока — 2005, 2011, 2012, 2014.
- Финалист клубного чемпионата мира — 2013.
- Обладатель Кубка России — 2010.
- Финалист Кубка России — 2009, 2014.
- Серебряный призёр чемпионата России — 2013/14.

## Награды
- Благодарность Президента Российской Федерации - За заслуги в развитии физической культуры и спорта, высокие спортивные достижения на XXVI Всемирной летней Универсиаде 2011 года в городе Шэньчжэне (Китай) [1].

## Образование
Закончил Нижневартовский филиалТюменского государственного нефтегазового университета.